# Montiniaceae
Classification APG III (2009)
Famille
La petite famille des Montiniacées regroupe des plantes dicotylédones.
Ce sont de petits arbres ou des arbustes à feuilles simples, des régions subtropicales à tropicales, originaires d'Afrique (sud-ouest et Afrique de l'Est) et de Madagascar.

## Étymologie
Le nom vient du genre type Montinia, qui a été donné par le naturaliste Carl Peter Thunberg en hommage au botaniste et médecin suédois Lars Montin (sv) (1723-1785). Disciple de Linné, il effectua des recherches botaniques approfondies dans la province de Halland (Sud-Ouest de la Suède).

## Classification
Dans la classification classique de Cronquist (1981) cette famille n'existe pas.
Dans la classification phylogénétique, c'est-à-dire la classification phylogénétique APG (1998) et les suivantes, cette famille ne comprend que 4 à 5 espèces réparties en 3 genres.

## Liste des genres
Selon Angiosperm Phylogeny Website (7 Jul 2010), NCBI (10 novembre 2024), GRIN (7 Jul 2010) et DELTA Angio (7 Jul 2010) :
- Grevea (de) Baill.
- Kaliphora (en) Hook. f.
- Montinia (pt) Thunb.

## Liste des genres et espèces
Selon NCBI (10 novembre 2024) :
- genre Grevea
  - Grevea eggelingii
  - Grevea madagascariensis
- genre Kaliphora
  - Kaliphora madagascariensis
- genre Montinia
  - Montinia caryophyllacea

Selon GRIN (7 Jul 2010) :
- genre Grevea Baill.
  - espèce inconnue
- genre Kaliphora Hook. f.
  - Kaliphora madagascariensis Hook. f.
- genre Montinia Thunb.
  - Montinia caryophyllacea Thunb.